# Чилон (Чьяпас)
Чилон (исп. Chilón) — посёлок в Мексике, штат Чьяпас, входит в состав одноимённого муниципалитета и является его административным центром. Численность населения, по данным переписи 2020 года, составила 8982 человека.

## Общие сведения
Название Chilón с языка цельталь можно перевести как земля агавы.
Поселение было основано в середине XVI века под названием Чилостута для ассимиляции коренных жителей, которые переселялись из деревень Чилон и Остута.
В 1561 году поселение упоминается в книге «Дома Яхалона».

## Демография
| Год  | Численность | Численность |
| ---- | ----------- | ----------- |
| 1990 | 3661        | [ 5 ]       |
| 2000 | 4823        | [ 5 ]       |
| 2010 | 7368        | [ 5 ]       |
| 2020 | 8982        | [ 6 ]       |